# Allemagne de l'Ouest aux Jeux olympiques d'hiver de 1984
L'équipe de l'Allemagne de l'Ouest olympique a remporté quatre médailles (deux en or, une en argent et une en bronze) lors des Jeux olympiques d'hiver de 1984 à Sarajevo, se situant à la huitième place des nations au tableau des médailles.

## Liste des médaillés allemands

### Médailles d'or
| Sport              | Discipline           | Sportifs                           | Performance       |
| Médailles d'or : 2 |                      |                                    |                   |
| Biathlon           | 20 km individuel (H) | Peter Angerer                      | 1 h 11 min 52 s 7 |
| Luge               | Duo (H)              | Hans Stangassinger Franz Wembacher | 1 min 23 s 620    |

### Médailles d'argent
| Sport                  | Discipline       | Sportifs      | Performance   |
| Médailles d'argent : 1 |                  |               |               |
| Biathlon               | 10 km sprint (H) | Peter Angerer | 31 min 02 s 4 |

### Médailles de bronze
| Sport                   | Discipline            | Sportifs                                                | Performance       |
| Médailles de bronze : 1 |                       |                                                         |                   |
| Biathlon                | Relais 4 × 7,5 km (H) | Ernst Reiter Walter Pichler Peter Angerer Fritz Fischer | 1 h 39 min 05 s 1 |

## Sources
- (en) Cet article est partiellement ou en totalité issu de l’article de Wikipédia en anglais intitulé « West Germany at the 1984 Winter Olympics » (voir la liste des auteurs).